# Dobromierz (gemeente)
De gemeente Dobromierz is een landgemeente in het Poolse woiwodschap Neder-Silezië, in powiat Świdnicki (Neder-Silezië).
De zetel van de gemeente is in Dobromierz.
Op 30 juni 2004 telde de gemeente 5487 inwoners.

## Oppervlakte gegevens
In 2002 bedroeg de totale oppervlakte van gemeente Dobromierz 86,46 km², waarvan:
- agrarisch gebied: 72%
- bossen: 16%

De gemeente beslaat 11,64% van de totale oppervlakte van de powiat.

## Demografie
Stand op 30 juni 2004:
| Omschrijving                   | Totaal | Totaal | Vrouwen | Vrouwen | Mannen | Mannen |
| ------------------------------ | ------ | ------ | ------- | ------- | ------ | ------ |
| eenheid                        | aantal | %      | aantal  | %       | aantal | %      |
| inwoners                       | 5487   | 100    | 2782    | 50,7    | 2705   | 49,3   |
| bevolkingsdichtheid (inw./km²) | 63,5   | 63,5   | 32,2    | 32,2    | 31,3   | 31,3   |

In 2002 bedroeg het gemiddelde inkomen per inwoner 1553,73 zł.

## Administratieve plaatsen (sołectwo)
Borów, Bronów, Czernica, Dobromierz, Dzierzków, Gniewków, Jaskulin, Kłaczyna, Pietrzyków, Jugowa, Roztoka, Szymanów.

## Aangrenzende gemeenten
Bolków, Mściwojów, Paszowice, Stare Bogaczowice, Strzegom, Świebodzice
- Gemeinsame Normdatei: 4095509-6
- Virtual International Authority File: 245666484